# Liste der Naturdenkmäler in Wien
Die Naturdenkmäler in Wien sind nach Gemeindebezirken geordnet auf den folgenden Listen zu finden:
- Liste der Naturdenkmäler in Wien/Alsergrund
- Liste der Naturdenkmäler in Wien/Brigittenau
- Liste der Naturdenkmäler in Wien/Donaustadt
- Liste der Naturdenkmäler in Wien/Döbling
- Liste der Naturdenkmäler in Wien/Favoriten
- Liste der Naturdenkmäler in Wien/Floridsdorf
- Liste der Naturdenkmäler in Wien/Hernals
- Liste der Naturdenkmäler in Wien/Hietzing
- Liste der Naturdenkmäler in Wien/Innere Stadt
- Liste der Naturdenkmäler in Wien/Josefstadt
- Liste der Naturdenkmäler in Wien/Landstraße
- Liste der Naturdenkmäler in Wien/Leopoldstadt
- Liste der Naturdenkmäler in Wien/Liesing
- Liste der Naturdenkmäler in Wien/Margareten
- Liste der Naturdenkmäler in Wien/Mariahilf
- Liste der Naturdenkmäler in Wien/Meidling
- Liste der Naturdenkmäler in Wien/Neubau
- Liste der Naturdenkmäler in Wien/Ottakring
- Liste der Naturdenkmäler in Wien/Penzing
- Liste der Naturdenkmäler in Wien/Rudolfsheim-Fünfhaus
- Liste der Naturdenkmäler in Wien/Simmering
- Liste der Naturdenkmäler in Wien/Wieden
- Liste der Naturdenkmäler in Wien/Währing